# Храм Воздвиження Хреста Господнього (Любимівка)
Храм Воздвиження Хреста Господнього — чинна церква (УПЦ МП) у селі Любимівка Вишгородського району Київської області; духовний осередок села і пам'ятка архітектури місцевого значення (охоронний номер 59-Кв).

## Архітектура
Церкву збудовано з елементами класицизму. Над входом влаштовано цегляну дзвіницю. Церква однобанна, увінчана дерев'яним 8-гранним барабаном.

## Історія
До 1858 року церкви у селі не було. Мешканці були парафіянами церкви села Оране. 1858 року коштом місцевого поміщика Лукомського було розпочато будівництво цегляного храму Воздвиження Хреста. Роботи просувалися швидко і вже 25 січня 1859 року вікарій Київський, єпископ Антоній, освятив новозбудований храм.
1882 року кількість парафіян становила 603 чоловіки та 640 жінок. До парафії належали села Вахівка, Рови, Сичівка., 1913 року - 1315 та 1390 осіб відповідно, до парафії належали села Вахівка, Овдієва Нива, Осикова, Рови, Сичівка. Збереглися відомості про деяких настоятелів. На 1882 рік священиком був Г. Маєвський, а 1913 року священиком було призначено Дизидерія Чернецького. Вочевидь, він залишався настоятелем і після 1917 року. За переказами місцевих жителів, під час приходу радянської влади були не одноразові спроби збити хрести з маківок храму, проте усі намагання мали трагічні налідки для осіб що намагались це зробити. Спроби закінчувались падінням. Врешті хрести лишили на місцях. У радянський період храм був діючий, але обряд хрещення немовлят батюшка часто проводив потай в будинках селян.
```
Ще у радянські часи храм отримав статус пам'ятки архітектури національного значення.
```

Храм перебуває у доброму стані, є діючим. Це сучасний духовний осередок села. 

Могила Лаврентія Похилевича біля церкви Воздвиження Хреста

Біля храму збереглася могила видатного краєзнавця та історика Лаврентія Похилевича.